# Иодид празеодима(III)
Иодид празеодима(III) — бинарное неорганическое соединение,
соль металла празеодима и иодистоводородной кислоты
с формулой PrI3,
зелёные кристаллы,
растворяется в воде.

## Получение
- Нагревание празеодима и иода в инертной атмосфере[4]:

{\displaystyle {\mathsf {2Pr+3I_{2}\ {\xrightarrow {T}}\ 2PrI_{3}}}}
- Нагревание празеодима с иодидом ртути:

{\displaystyle {\mathsf {2Pr+3HgI_{2}\ {\xrightarrow {T}}\ 2PrI_{3}+3Hg}}}

## Физические свойства
Иодид празеодима(III) образует зелёные кристаллы.
Растворяется в воде.